# Breteuil (Eure)
Breteuil, inoffiziell Breteuil-sur-Iton genannt, ist eine französische Stadt mit 4284 Einwohnern (Stand 1. Januar 2022) im Süden des Départements Eure in der Region Normandie. Die Einwohner nennen sich Bretoliens.

## Gliederung
| Ortsteil                     | ehemaliger INSEE-Code | Fläche (km²) | Höhenlage (m) |      | Dichte (Einw. je km²) |
| ---------------------------- | --------------------- | ------------ | ------------- | ---- | --------------------- |
| Breteuil (Verwaltungssitz)00 | 27112                 | 27,46        | 157–197       | 3203 | 116,6                 |
| Cintray                      | 27159                 | 16,27        | 165–184       | 0470 | 028,9                 |
| La Guéroulde                 | 27305                 | 11,32        | 169–189       | 0822 | 072,6                 |

## Geografie
Breteuil liegt 27 Kilometer südwestlich von Évreux. Der Iton fließt durch das Gemeindegebiet. Der Stadt gehört ein großer Wald namens Forêt de Breteuil.
Umgeben wird Breteuil von acht Nachbargemeinden:
| Les Baux-de-Breteuil                | Le Lesme             | Marbois          |
| Bémécourt Verneuil d'Avre et d'Iton | Kompass              | Mesnils-sur-Iton |
| La Guéroulde                        | Sainte-Marie-d'Attez |                  |

## Geschichte
Breteuil ist eine sehr alte Ortschaft, die schon in vorrömischer Zeit existierte. Zur Zeit der normannischen Invasion war ein Franke namens Gualon der Lehnsherr des Ortes. Im 10. Jahrhundert geriet Breteuil in den Besitz des Herzogs der Normandie, der das Lehen an Raoul d’Ivry († nach 1015) vergab, der es wiederum seiner Tochter zur Hochzeit mit Osbern de Crépon († um 1040) schenkte. Wilhelm der Eroberer (1027/28–1087) ließ bei Breteuil eine Burg erbauen und dafür den Iton umleiten. Der Seigneur der Ortschaft war zu jener Zeit William FitzOsbern, 1. Earl of Hereford (1020–1071). Fitz Osbern gründete die Abtei Notre-Dame de Lyre, der er Ländereien in Breteuil überschrieb.
Heinrich II. von England (1133–1189) gab die Ortschaft an Robert de Montfort, dessen Schwester sie 1210 an Philipp II. von Frankreich (1165–1223) verkaufte. Danach gehörte Breteuil Karl II. von Navarra (1332–1387). 1378 wurde die Burg geschleift. 1410 gelangte Breteuil in den Besitz von Karl VI. von Frankreich (1368–1422). 1651 wurde es der Familie La Tour d’Auvergne überlassen.
Im Deutsch-Französischen Krieg (1870/71) wurde Breteuil am 21. November 1870 von preußischen Truppen eingenommen.
Im Zweiten Weltkrieg wurde Breteuil im Sommer 1944 während der Operation Overlord durch die Alliierte Luftwaffe bombardiert.
Zum 1. Januar 2016 wurden die Kommunen Cintray und La Guéroulde eingemeindet.

## Bevölkerungsentwicklung
| Gemeinde                  | Einwohnerzahlen (Census) |      |      |      |      |      |      |      |      |      |      |
| Gemeinde                  | 1962                     | 1968 | 1975 | 1982 | 1990 | 1999 | 2006 | 2008 | 2011 | 2013 | 2016 |
| ------------------------- | ------------------------ | ---- | ---- | ---- | ---- | ---- | ---- | ---- | ---- | ---- | ---- |
| Breteuil                  | 2696                     | 3026 | 3370 | 3343 | 3351 | 3473 | 3397 | 3374 | 3295 | 3221 | 3203 |
| Cintray                   | 352                      | 319  | 277  | 294  | 375  | 361  | 398  | 408  | 451  | 467  | 470  |
| La Guéroulde00            | 697                      | 631  | 612  | 482  | 554  | 622  | 718  | 738  | 806  | 846  | 822  |
| Breteuil                  | 3745                     | 3976 | 4259 | 4119 | 4280 | 4456 | 4513 | 4520 | 4552 | 4534 | 4495 |
| Quelle: Cassini und INSEE |                          |      |      |      |      |      |      |      |      |      |      |

Die (Gesamt-)Einwohnerzahlen der Gemeinde Breteuil wurden durch Addition der bis Ende 2015 selbständigen Gemeinden ermittelt.

## Partnerstadt
Partnerstadt ist Hückelhoven in Nordrhein-Westfalen.

## Kultur und Sehenswürdigkeiten
Breteuil ist mit einer Blume im Conseil national des villes et villages fleuris (Nationalrat der beblümten Städte und Dörfer) vertreten. Die „Blumen“ werden im Zuge eines regionalen Wettbewerbs verliehen, wobei maximal drei Blumen erreicht werden können.

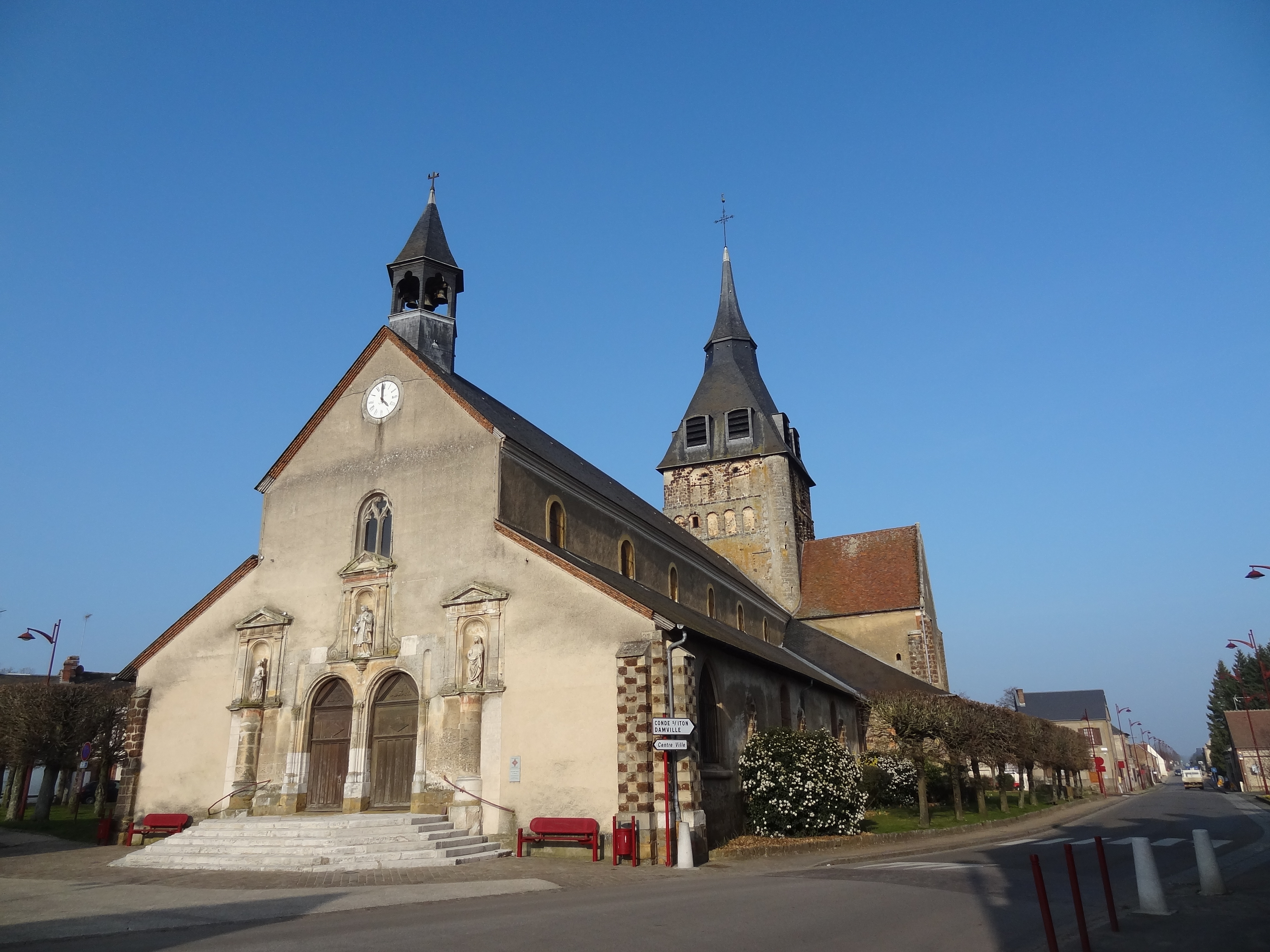
Kirche Saint-Sulpice

Die romanische Kirche Saint-Sulpice ist dem Heiligen Sulpicius II. von Bourges geweiht und stammt aus dem 12. Jahrhundert. Sie ist in das Zusatzverzeichnis (inventaire supplémentaire) der Monuments historiques (Denkmale) eingetragen. Das Rathaus wurde von 1859 bis 1869 im Stil der Neugotik errichtet und ist ebenfalls in das Zusatzverzeichnis der Monuments historique eingetragen.

## Wirtschaft und Infrastruktur
Das Château de Bonald war bis 1691 ein einfaches Herrenhaus. Joachim Martel kaufte es und ließ  es umbauen. 1809 verkaufte die Familie das Herrenhaus, das nunmehr aus zwei Gebäuden und einem 2 Hektar großen Park bestand. Prosper-Isidore Le Vacher d’Urclé kaufte es und ließ es erweitern. Nach dem Tod von Thérèse Bonald, geborene d’Urclé, 1926 erwarb die Stadt Paris das Schloss und machte daraus ein Psychotherapeutisches Institut zur Behandlung von Kindern. Das Schloss und sein Park sind als site classé (Natur- und Kulturdenkmal) klassifiziert.
Breteuil ist eine station verte (grüner Urlaubsort). Station verte ist eine Bezeichnung, die Urlaubsorte erhalten können, die weniger als 10.000 Einwohner haben, ein ganzjähriges Freizeitangebot anbieten, ein Fremdenverkehrsbüro besitzen, über mindestens 200 Gästebetten verfügen, ausreichende Einkaufsmöglichkeiten im Ort haben und naturnah sind.
Wichtige Erwerbszweige in Breteuil sind Forstwirtschaft, die Zucht von Hausrindern, Geflügel und Fischen. Es gibt vor Ort eine Cidrerie, eine Ziegelei und ein Walzwerk.
Auf dem Gemeindegebiet gelten geschützte geographische Angaben (IGP) für Schweinefleisch (Porc de Normandie), Geflügel (Volailles de Normandie) und Cidre (Cidre de Normandie und Cidre normand).

## Persönlichkeiten
- Louis Constant Wairy (1778–1845) war Kammerdiener von Napoleon Bonaparte (1769–1821) von 1800 bis 1814 und schrieb nach dessen Tod seine Memoiren. Wairy verstarb in Breteuil.
- Paul Henry Floch (1881–1914), einer der Märtyrer von Vingré.